# Paolo Beccadelli di Bologna
Paolo Beccadelli di Bologna, prince de Camporeale est un diplomate et homme politique italien, né à Naples le 26 avril 1852, mort à Rome le 30 avril 1918.
Député puis sénateur, il est maire de Palerme de septembre 1900 à mai 1901.

## Biographie

### Origines et jeunesse
Pietro Paolo Consiglio Beccadelli di Bologna est le fils de Domenico, prince de Camporeale, et de Laura Acton.
Il porte les titres de prince de Camporeale, duc d'Adragna, marquis d'Altavilla et de Sambuca, Barone di San Giacomo li Comici, seigneur de Macellaro, Pietralunga Sparacia, Dammusi et Mortilli, et de patricien napolitain.
Il vit à Palerme et Rome jusqu'à la mort de son père, alors qu'il a 11 ans. Sa mère se remarie avec Marco Minghetti, chef du gouvernement italien et Paolo Beccadelli grandit entre Rome et l'Angleterre.

### De la diplomatie à la politique
Il revient en Italie pour devenir diplomate à partir de 1871, envoyé à Saint-Pétersbourg (1876), Constantinople (1879) et Washington (1880). 
Il démissionne pour se lancer en politique, sous l’impulsion de son beau-père.
Il est député de 1883 à 1892 pour le collège de Modica et Raguse (Syracuse II). Il siège à droite, attaque vigoureusement la politique coloniale de Francesco Crispi, et soutient l'élection pour succéder à ce dernier d'Antonio di Rudinì qui l'a formé et dont il est resté proche. En reconnaissance, le nouveau président du conseil appuie sa nomination comme président du comité exécutif de la quatrième Exposition nationale qui se tient à Palerme du 15 novembre 1891 au 10 juin 1892. Crispi s'insurge contre la nomination d'un de ses opposants à la tête d'un événement qu'il a initié pour mettre en avant l'économie sicilienne, mais le succès de l'exposition rejailli sur l'image du prince de Camporeale. 
Il est nommé sénateur le 10 octobre 1892 par le nouveau président du Conseil Giovanni Giolitti, comme preuve d'attention en direction du marquis di Rudinì. 

### Maire de Palerme
À Palerme, il vit dans le palais qu'il fait construire en 1884 dans le quartier de l'Olivuzza, qui accueille aujourd'hui le siège du Commissariat d'État à la Région, au numéro 23 de la via Serradifalco.
Lorsque la famille d'Emanuele Notarbartolo obtient l'arrestation du député Raffaele Palizzolo en décembre 1899 pour le meurtre du banquier, le prince de Camporeale préside un comité auquel participent également des socialistes pour installer un buste en marbre du défunt au siège de Banco di Sicilia et participer aux frais de justice des plaignants. Il critique la candidature de Palizzolo aux législatives de juin 1900, souhaitant que l'accusé soit innocent « ne serait-ce que pour le bien de la dignité de la ville qui l'a si souvent élu à des fonctions publiques » mais jugeant la candidature inappropriée.
À peine entré au conseil municipal sur l'insistance des représentants de l'aristocratie locale, il est élu maire de Palerme, le 29 septembre 1900. Il le reste jusqu'en mai 1904. Cette désignation ferme la parenthèse des maires bourgeois Oliveri et Amato Pojero au profit de la noblesse palermitaine.
Il s'adjoint le démocrate Antonio Marinuzzi comme assessore anziano (it). Malgré l'unanimité des 80 sièges communaux dévolue aux libéraux, le conseil se divise entre partisans de Camporeale, que sont la majorité de l'aristocratie modérée, quelques démocrates dont le président de la Chambre de Commerce Giovanni La Farina, ancien fidèle du maire Ugo, et l'avocat émergent Di Martino, et l'opposition au maire que forment de nombreux démocrates, dont Pitrè et plusieurs assesseurs des juntes Ugo ou Paternò-Oliveri, à la tête desquels se trouvent le démocrate Pietro Bonanno et Giuseppe Tasca Lanza.
Défenseur des intérêts de l'aristocratie, portée par une vision élitiste et conservatrice et des convictions inébranlables, il commence par instituer une commission d'enquête sur les dysfonctionnements administratifs et financiers de la municipalité depuis 20 ans. Présidée par Carlo Schanzer et composée de conseillers municipaux dont le baron Paino, l'avocat Armao, le professeur Marcacci et l'ingénieur Torrente, elle s'appuie sur les rapports des inspecteurs Ciuffelli et Maglione de 1896 et des deux commissaires royaux Pantaleone et Rebucci, récolte des informations auprès des fonctionnaires municipaux récalcitrant à répondre, et rend après 11 mois une analyse de la crise financière communale qui met en cause indistinctement l'ensemble des 15 juntes qui se sont succédé et la bureaucratie qui les a servies, sans préciser de responsabilités plus spécifiques. Elle met en lumière le manque de compétences des agents qui agissent sans méthode ni contrôle, et une gestion publique corporatiste, corrompue et clientélaire, dans laquelle les intérêts privés se mêlent aux intérêts publics et sans vision politique et stratégique.
Paolo Beccadelli du Bologna cherche à rendre la bureaucratie plus efficace et moins couteuse. Il s'inscrit dans le « Projet Sicile » porté par Ignazio Florio Jr. en initiant le Pacte de Palerme auquel participent de nombreux maires en mars 1901 dans l'espoir de repositionner Palerme comme fer de lance de l'économie sicilienne et méditerranéenne et contre les politiques nationales défavorables au Mezzogiorno.
Il répond aux grèves des ouvriers de la fonderie d'Oretea, des marins et des agrumiers qui bloquent la vie économique locale par l'intransigeance et la répression, amplifiant la contestation contre lui. Il perd sa majorité pour le vote du contrat pour l'éclairage électrique des faubourgs après quoi il décide de démissionner. 

### Fin de carrière
L'enquête administrative qu'il lance avant sa démission provoque la chute de son successeur, Giuseppe Tasca Lanza en décembre 1901. Il présente aux élections d'avril suivant la liste clérico-modérée, soutenue par L'Ora, qui compte à ses côtés Antonio Marinuzzi, Giuseppe Lanza di Scalea, Giuseppe Pitrè, Emanuele Arezzo (directeur de l'Union catholique du travail, créée pour concurrencer la Chambre du travail), et l'avocat Vincenzo Mangano (rédacteur en chef adjoint du nouveau journal catholique palermitain Sole del Mezzogiorno. Il ne parvient à ne faire élire que 10 candidats contre 60 démocrates menés par Tasca Lanza.
Il reste conseiller municipal jusqu'en mai 1904 puis est réélu dans l'opposition en juillet 1906 avant de démissionner deux ans après et de quitter Palerme pour finir sa vie dans sa villa romaine de la Via Nazionale, continuant de siéger au Sénat et à suivre la politique étrangère. Demeurant le représentant des intérêts de l'aristocratie latifundiste sicilienne, il défend la neutralité de l'Italie dans la Première Guerre mondiale, étant proche de Giovanni Giolitti et ayant comme beau-frère Bernhard von Bülow, ancien chancelier et ambassadeur d'Allemagne à Rome.
Il siège au conseil permanent de la Consulta araldica (it) dont il est à la fin de sa vie vice-président, est membre du Conseil supérieur de l'Agriculture et appartient à la Société sicilienne pour l'histoire de la Patrie. 

## Distinctions
Il est chevalier de l'Ordre de la Couronne d'Italie. 
A Palerme, la municipalité donne son nom a une grande place située devant sa villa et commande son buste au sculpteur Antonio Ugo. 